# Monte Bove

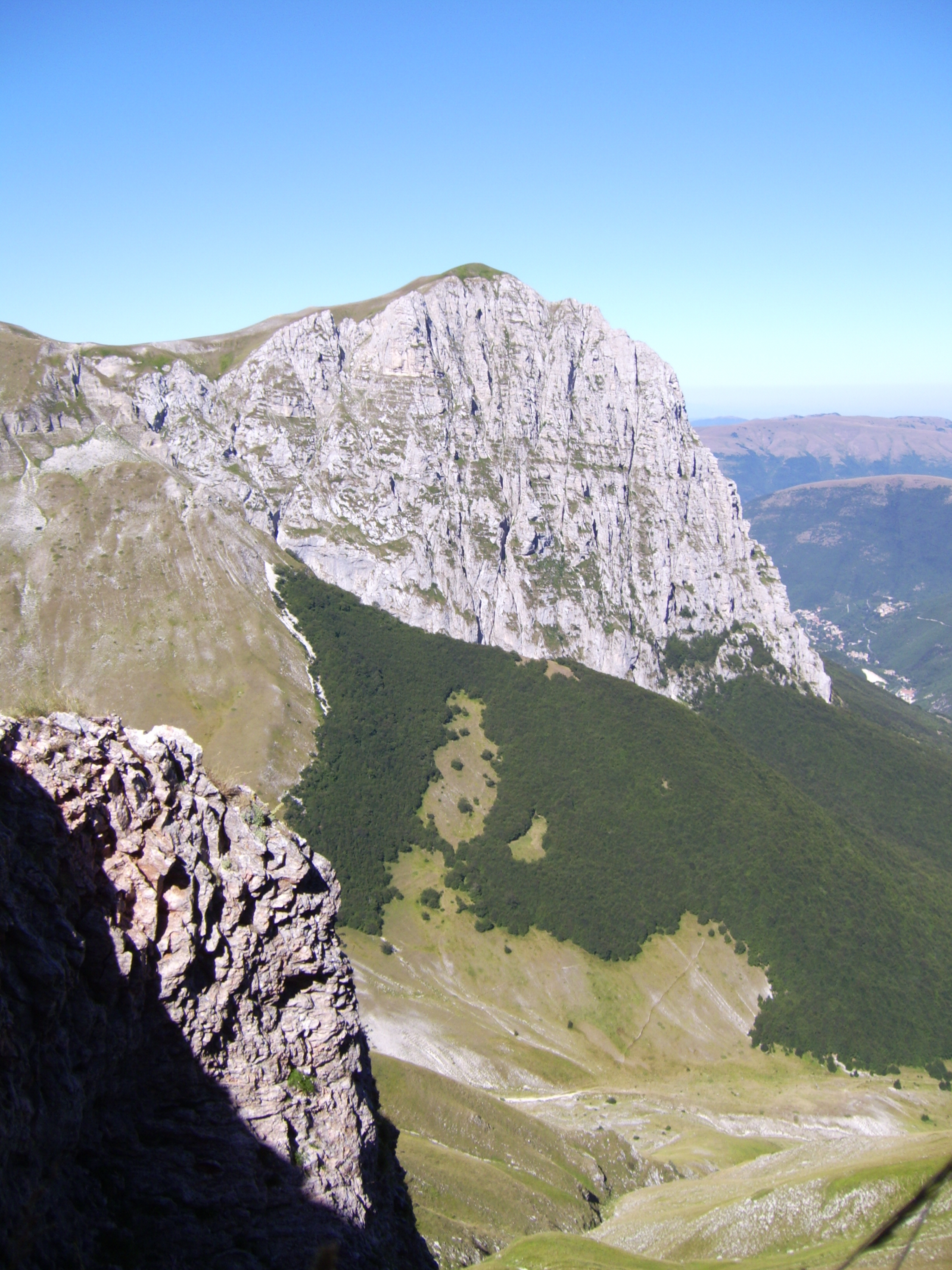
Monte Bove

Der Monte Bove ist ein Berg im Sibillini-Gebirge im Apennin-Gebirgszug auf der Italienischen Halbinsel. Der Berg hat eine Höhe von 2169 Metern. Es wird im Norden vom Ussita-Fluss und im Süden von Vallinfante-Tal begrenzt.